# Internazionali di Tennis Città di Todi 2024
Il Internazionali di Tennis Città di Todi 2024 è stato un torneo maschile di tennis professionistico. È stata la 16ª edizione del torneo, facente parte della categoria Challenger 75 nell'ambito dell'ATP Challenger Tour 2024, con un montepremi di 73 000 €. Si è giocato dal 12 al 18 agosto 2024 sui campi in terra rossa del Tennis Club Todi 1971 di Todi, in Italia.

## Partecipanti

### Teste di serie
| Nazionalità | Giocatore               | Ranking* | Testa di serie |
| ----------- | ----------------------- | -------- | -------------- |
| Italia      | Stefano Travaglia       | 236      | 1              |
| Romania     | Filip Cristian Jianu    | 238      | 2              |
| Francia     | Clément Tabur           | 244      | 3              |
| Italia      | Francesco Maestrelli    | 246      | 4              |
| Argentina   | Genaro Alberto Olivieri | 249      | 5              |
| Argentina   | Andrea Collarini        | 257      | 6              |
| Francia     | Geoffrey Blancaneaux    | 259      | 7              |
| Italia      | Enrico Dalla Valle      | 261      | 8              |
| Italia      | Gianluca Mager          | 266      | 7              |

* Ranking al 5 agosto 2024.

### Altri partecipanti
I seguenti giocatori hanno ricevuto una wild card per il tabellone principale:
- Gianmarco Ferrari
- Gabriele Pennaforti
- Gabriele Piraino

I seguenti giocatori sono entrati in tabellone come alternate:
- Marco Cecchinato
- Martin Kližan
- Andrea Picchione
- Juan Bautista Torres

I seguenti giocatori sono passati dalle qualificazioni:
- Luciano Emanuel Ambrogi
- Gianluca Cadenasso
- Luka Pavlovic
- Pierluigi Basile
- Luca Castagnola
- Facundo Juárez

Il seguente giocatore è entrato in tabellone come lucky loser:
- Matthew Dellavedova

## Punti e montepremi
| Torneo    | Torneo              | V     | F     | SF    | QF    | 2T    | 1T  | Q | Q2  | Q1  |
| Singolare | Punti               | 75    | 44    | 22    | 12    | 6     | 0   | 4 | 2   | 0   |
| Singolare | Premi in denaro (€) | 9,880 | 5,820 | 3,450 | 2,000 | 1,165 | 720 | – | 360 | 185 |
| Doppio    | Punti               | 75    | 44    | 22    | 12    | –     | 0   | – | –   | –   |
| Doppio    | Premi in denaro (€) | 4,250 | 2,450 | 1,480 | 880   | –     | 500 | – | –   | –   |

## Campioni

### Singolare
Carlos Taberner ha sconfitto in finale  Santiago Fa Rodríguez Taverna con il punteggio di 6–4, 6–3.

### Doppio
Ivan Sabanov /  Matej Sabanov hanno sconfitto in finale  Filip Bergevi /  Mick Veldheer con il punteggio di 6–4, 7–6(3).